# 嘉手苅林次
嘉手苅 林次（かでかる りんじ、1956年8月4日 - ）は、沖縄民謡の歌手。民謡歌手・嘉手苅林昌の次男である。

## 来歴・人物
1956年、父・林昌、母・秋子の間に5人兄弟の次男として沖縄県コザ市（現在の沖縄市）で生まれる。幼い頃から父・林昌の民謡を見よう見まねで覚え、18歳で琉球民謡協会にて教師免許を取得した。1976年からは林昌とともに沖縄市内の民謡クラブ「なんた浜」に22年間勤めた。1999年には映画「ナビィの恋」で林昌と親子共演した。
現在は琉球民謡協会師範、嘉手苅流弦生会師範の肩書を持ち、沖縄市照屋にある「民謡スナック真喜志とみ子」に勤務している。

## 映画出演
- 「もしもしちょいと林昌さん わたしゃアナタにホーレン草 嘉手苅林昌 唄と語り」（1995年、高嶺剛監督）
- 「ナビィの恋」（1999年、中江裕司監督） - 長老の息子 役

## 関連人物
- 嘉手苅林昌（実父）